# 新徴組
新徴組（しんちょうぐみ）は、江戸時代末期の文久3年（1863年）1月に結成された、江戸幕府による警備組織。

## 概要
江戸で将軍上洛の警護を目的とした浪士組結成募集が行われ、京都へ上洛した際に、清河八郎より将軍上洛の警護でなく尊王攘夷の先鋒を唱える。同意した者は清河に率いられて江戸に戻るが、同意できなかった近藤勇や土方歳三など24名は袂を分かち、壬生浪士組を経て新選組を旗揚げすることになる。
4月に清河が暗殺されると清河の同志たちも次々と捕縛されたため、浪士組は組織目的を失い、幕府は浪士組を新徴組として再組織した。屯所は江戸の本所（東京都墨田区）に設置し取締責任者は高橋泥舟と山岡鉄太郎が就いた。
10月に幕府より江戸市中警護、海防警備の命令を受けると、元治元年（1864年）には庄内藩酒井家の御預かりとなる。
当時の江戸は、文久2年（1862年）の参勤交代緩和によって大名屋敷などに空き家が多くできたため、そこを根城に夜盗・盗賊が跋扈するなど治安が極度に悪化していた。そこで幕府は新徴組を預かる庄内藩に江戸市中の取り締まりを命じたが、もともと無頼の徒の集まりである新徴組の浪士だけでは統制が取れないとみた庄内藩では、石井武膳（取扱頭取）、白井重遠（取扱役）ら庄内藩士を幹部に任命し、庄内から藩士の次男、三男、徒歩組などを呼び寄せて、彼らに浪士たちを見張らせながら江戸市中警備の任に就かせた。
このように新徴組は、近藤、土方ら浪士たち自身で指揮されていた新選組と違い、直接庄内藩によって指揮されていた。
新選組のように制服こそなかったが、揃いの朱の陣笠を被り、夜には庄内藩酒井家の紋所であるかたばみの提灯を下げて市中を練り歩いた。そして、50人2組となって昼夜交代で毎日市中の巡回を始めると、江戸の治安が次第に回復していったため江戸市民から
酒井なければお江戸はたたぬ、おまわりさんには泣く子も黙る
とまで謳われるようになった。おまわりさんとは、古来からある市中巡回の官職である御見廻り（おみまわり）から由来する愛称であるが、この呼称は明治になって近代警察の巡査に受け継がれ、現代の警察官にも続いている。
その一方、隊士たちが見巡りの途中、大店や芝居小屋へ大勢で上がりこんでは無銭飲食や遊興を受けるなどの狼藉も目に余ったため
うわばみよりもかたばみこわい
と恐れられた。
慶応元年（1865年）、市中見回り中の隊列に旗本が馬で突っこんだため、隊士たちによって無礼打ちにされる事件が起こった。この旗本は、直参旗本小普請組だったことから、怒った小普請組の旗本たちが庄内藩へ斬った者たちを引き渡すよう要求し、それを庄内藩が突っぱねたため幕府が仲裁に入る事態になったが、結局事件に関わった隊士三人が切腹することで収まった。
慶応3年（1867年）5月21日に中岡慎太郎の仲介によって西郷隆盛と乾退助(後の板垣退助)の間で結ばれた薩土討幕の密約に基づき土佐藩から薩摩藩へ相楽総三らの身柄は移管されたが、10月、朝廷より薩摩藩と長州藩へ討幕の密勅が下されると、西郷隆盛の指示で相楽総三（後の赤報隊隊長）らを首魁として関東各所で騒擾工作が行われるようになる。その目的は、討幕派の武士、浪人、博徒たちを使って放火や、掠奪・暴行などを繰り返しては幕府を挑発し開戦に持ち込むことにあった。後に薩摩御用盗と呼ばれるこれらの面々は、江戸市中を取り締まる新徴組と抗争を繰り広げた。やがて、御用盗たちが薩摩藩邸に出入りしていることに気付いた新徴組と庄内藩は、薩摩藩邸を監視するようになる。
慶応3年12月20日（1868年1月14日）、かねてより新徴組が薩摩藩邸を見張っていたところ、中から武装した御用盗たちが出てきたためこれを追撃、御用盗たちが藩邸内に逃げ帰ったことで薩摩藩の関与が決定的となった。数日後、今度は新徴組と庄内藩の屯所が相次いで御用盗に襲撃され、使用人1人が殺害された。ここに至って堪忍袋の緒が切れた庄内藩は、幕府と協議のうえ新徴組と他藩の藩兵を引き連れ、江戸薩摩藩邸を包囲し討ち入りする「江戸薩摩藩邸の焼討事件」を引き起こし、これが戊辰戦争の発端となる。討ち入りの混乱の中、薩摩藩江戸留守居役篠崎彦十郎は戦死し、相楽総三、伊牟田尚平ら御用盗の首謀者たちは薩摩藩邸から逃がれ、沖合にいた薩摩藩の運搬船「鳳翔丸」へ逃げ込んだ。また、この焼き討ちによって品川などで火災が一日中続いた。
その後、鳥羽・伏見の戦いで幕府軍が敗北し将軍徳川慶喜が上野寛永寺に謹慎すると、江戸にいた庄内藩士たちは自領に引き上げることになり、すでに藩士と同格扱いとなっていた新徴組隊士も家族を連れて庄内入りした。
戊辰戦争では庄内藩兵とともに東北各地を転戦したが、終戦後は数少ない生き残りが庄内地方や北海道で開墾作業に従事した。
新選組幹部の沖田総司の義兄、沖田林太郎が組頭を務めているなど、新選組との交流もあった。